# Rosa sogdiana
Rosa sogdiana (троянда согдійська) — вид рослин з родини трояндових (Rosaceae).

## Поширення
Вид зростає в Таджикистані.